# Château de Chavagneux
Pour les articles homonymes, voir Chavagneux.
Le château de Chavagneux est un ancien château fort du XIIIe siècle, centre de la seigneurie de Chavagneux, qui se dresse sur le territoire de la commune de Genouilleux, dans le département de l'Ain en région Auvergne-Rhône-Alpes. Un péage sur la Saône en dépendait. Ce péage, dès le XIIIe siècle, se percevait à Belleville.
Le château est partiellement inscrit aux monuments historiques .

## Localisation
Le château est situé dans le département de l'Ain sur la commune de Genouilleux sur les bords de Saône.

## Historique
Cette ancienne seigneurie avec château fort est en 1296 la possession en franc-alleu du chevalier Milon de Vaux qui la prend au mois d'avril 1310 en fief-lige de Guichard VIII († 1356), sire de Beaujeu. Son fils, Hugue de Vaux en rend hommage en 1327 et 1328.
Cette ancienne famille de Vaux, qui avait pris le nom de Chavagneux, s'éteint vers 1375. La terre de Chavagneux passe à Clémence de Beauvoir, femme d'Artaud de Chandieu, qui en fait renouveler le terrier en 1384, puis à la maison de Vichy de Champremont, et à celle de la Porte.
Jean et Antoine de la Porte, frères, vivant en 1530, se partagèrent la terre, dont une partie prit le nom de Grand et l'autre celui de Petit-Chavagneux. Antoine de la Porte, deuxième du nom, et Pernette, sa sœur, enfants de Jean, aliènent leur part à leur cousin Antoine de Semur, chevalier, qui la vend le 23 juillet 1546 à Jean de Cléberg, seigneur de Champ, du Châtelard et de Villeneuve. Ses descendants en gardèrent la possession jusqu'à Suzanne de Cléberg, mariée à Jean Sajot, écuyer, seigneur de Chambon.
Le 17 novembre 1617, Jean Sajot achètera le Petil-Chavagneux de Jacques de Nagu, baron de Lurcy, mari d'Hélène, petite-fille d'Antoine de la Porte, premier du nom, et laisse la seigneurie ainsi reconstituée à Jacques Moyrou, baron de Saint-Trivier. Ce dernier la lègue, par testament du 12 octobre 1651, à la Charité de Lyon qui la vend en 1770 à Bona de Perrex, gouverneur de Bâgé, qui en est seigneur en 1789.
La famille Bonna de Perrex édifia en 1774 un second château à une centaine de mètres de l'ancienne forteresse de Chavagneux qui fut alors partiellement détruite. En effet, les murs du second château ont été montés en partie à partir de carrons savoyards provenant de la démolition de deux tours et des enceintes de l'ancien château.
Le domaine de Chavagneux passa ensuite par succession au Baron de Varey qui réalisa dans les années 1830 des travaux sur la façade ouest du second château de Chavagneux en ajoutant notamment un fronton harmonieux et en développant un magnifique parc à la française.
Il fut transmis également aux Rohan-Chabot en 1900 qui le cédèrent enfin en 1907 à Pierre Frerejean, descendant d’une famille renommée de maitre de forges lyonnais. 
Le château de Chavagneux est toujours aujourd'hui la propriété de la famille Frerejean qui a accompli récemment des travaux importants de restauration sur l'ensemble du domaine.

## Description
De l’ancien château il ne subsiste que le donjon cylindrique construit en briques dans les années 1290-1300. Sa forme est à rapprocher de celle des donjons des châteaux du Montellier et du Plantay.

## Protection aux monuments historiques
Le donjon et les restes de l'ancienne forteresse sont inscrits au titre des monuments historiques par arrêté du 17 décembre 1942.